# گرشتتن
گرشتتن (به آلمانی: Gerstetten) یک شهر در آلمان است که در Heidenheim واقع شده‌است. گرشتتن ۱۲٬۰۱۰ نفر جمعیت دارد.

## خواهرخوانده
شهرهای Cébazat و پیلیژورژوار خواهرخوانده‌های گرشتتن هستند.